# Нікос Христодулідіс
Нікос Христодулідіс (грец. Νίκος Χριστοδουλίδης; нар. 6 травня 1973, Героскіпу, Пафос, Кіпр) — греко-кіпрський політик, Президент Кіпру з 28 лютого 2023 року. Міністр закордонних справ Кіпру з 2018 до 2022 року та речник уряду у 2014—2018 роках.

## Раннє життя та освіта
Народився в Героскіпу, район Пафос, 6 грудня 1973 року. Його батько походив із Чулу, гірської громади Пафосу, а мати — із Героскіпу, де й жила родина. Закінчив Ліцей архієпископа Макарія 1991 року. Вивчав політологію, економіку, візантійські та новогрецькі дослідження у Квінс-коледжі Міського університету Нью-Йорка, здобувши ступінь бакалавра мистецтв. Навчався в аспірантурі з політології в Нью-Йоркському та Мальтійському університетах. 2003 року здобув ступінь доктора філософії на кафедрі політології та публічної адміністрації Афінського університету.

## Кар'єра
З 1999 до 2013 року працював кар'єрним дипломатом. Упродовж цього періоду обіймав посади директора офісу міністра закордонних справ, речника головування Кіпру в Раді ЄС у Брюсселі, заступника голови місії Посольства Кіпру в Греції, директора офісу постійного секретаря Міністерства закордонних справ, генерального консула у Верховній комісії Республіки Кіпр у Сполученому Королівстві. Директор дипломатичного офісу Президента Республіки Кіпр (2013—2018).
З 2007 до 2010 року на кафедрі історії та археології Кіпрського університету був науковим співробітником і викладачем предмета «Історія післявоєнного світу».
14 квітня 2018 року президент Нікос Анастасіадіс призначив його речником уряду. Обіймав посаду до 1 березня 2018 року, коли його змінив Продромос Продрому.
13 лютого 2018 року призначений міністром закордонних справ у другому уряді Нікоса Анастасіадіса. Склав присягу 1 березня цього ж року.

## Президентська кампанія 2023
9 січня 2022 року, на тлі спекуляцій про його можливу участь у президентських виборах 2023 року, оголосив про відставку з посади міністра закордонних справ. Наступного дня Анастасіадіс призначив міністром закордонних справ Іоанніса Касулідіса, який перебував на цій посаді до нього. 11 січня Касулідіс офіційно змінив його на посаді очільника МЗС.
12 травня 2022 року оголосив про участь у президентських виборах 2023 року як незалежний кандидат попри те, що був членом партії Демократичне об'єднання, яка висунула свого кандидата, голову партії Аверофа Неофіту. Його підтримали Демократична партія (ДІКО) та Рух за соціал-демократію (ЕДЕК).
5 січня 2023 року, того ж дня, коли Христодулідіс офіційно висунув свою кандидатуру, «Демократичне об'єднання» виключило його зі складу партії.
У першому турі президентських виборів 5 лютого 2023 року здобув 32,04 % голосів, друге місце посів підтримуваний комуністичною партією АКЕЛ Андреас Мавроянніс із неочікувано високим результатом у 29,6 % голосів. Кандидат від Демократичного об'єднання Авероф Неофіту (26,11 %) посів третє місце, ставши першим в історії кандидатом від цієї партії, що не вийшов до другого туру президентських виборів. Демократичне об'єднання не підтримало ні Христодулідіса, ні Мавроянніса перед другим туром.
У другому турі голосування 12 лютого 2023 року здобув 51,92 % голосів проти 48,09 % у Мавроянніса.
Склав присягу як 8-й Президент Кіпру 28 лютого. Заявив, що його пріоритетом на цій посаді буде розв'язання кіпрського конфлікту. Його уряд склав присягу 1 березня.

## Приватне життя
Одружений із Філіппою Карсерою, кар'єрним дипломатом, яка обіймала посаду заступника генерального секретаря з європейських справ, радника президента Кіпру Анастасіадіса з європейських питань, а з лютого 2022 року очолює Департамент антикризового менеджменту. Пара познайомилась у листопаді 1999 року, коли вони були новопризначеними дипломатичними аташе у Міністерстві закордонних справ. Одружились 2001 року. Мають чотирьох дочок: Іоанну, Екатеріні, Деспіну-Марію та Фібі.

## Публікації
Написав книги «Плани розв'язання кіпрської проблеми 1948—1978» (2009) та «Відносини між Афінами та Нікосією та кіпрська проблема, 1977—1988» (2013). Автор багатьох публікацій у вітчизняних і міжнародних виданнях.